# Liste des évêques du Mans

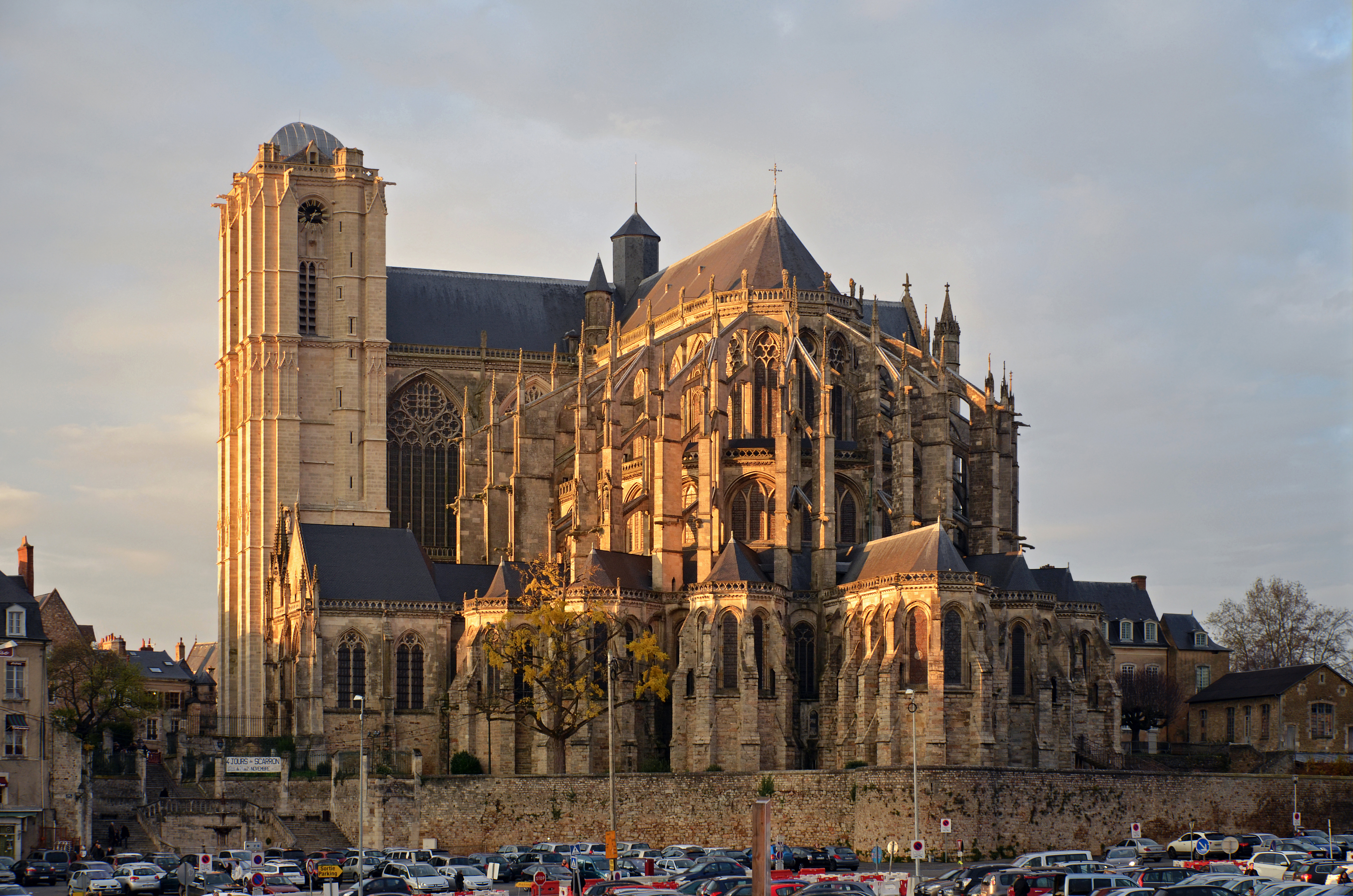
Cathédrale Saint-Julien du Mans.

Liste des évêques du Mans, du IIIe siècle à nos jours.

## Antiquité
- saint Julien du Mans, du milieu à la fin du IIIe siècle
- saint Thuribe, fin du IIIe siècle-305
- saint Pavace : 305-348
- saint Liboire : 348-397
- saint Victeur : 397-450
- saint Victeur, Victor ou Victoire (fils du précédent) : 450-490
- Thuribe II : 490-497
- Principe : 497-511

## Haut Moyen Âge
- Victeur II : 511-530
- Sévérien : 530-532
- saint Innocent : 532-543
- Scienfrède : 543-560
- Domnole : 560-581
- Baudegisile : 581-586
- saint Bertrand du Mans : 586-623
- saint Hadoin : 623-v. 655 [1]
- saint Béraire Ier : 655-670
- Aiglibert : 670-705
- Béraire II : 705-710
- Herlemond Ier : 710-724
- Gauziolène : 725-753 et 763-770
- Herlemond II : 753-762
- Odingus : 770-772
- Mérolle : 772-785
- Joseph : 785 ou 793-794
- Francon : 794-816
- Francon II : 816-832
- saint Aldric : 832-856
- Robert Ier : 856-v. 880
- Lambert : v. 880-892
- Gonthier : 892-908
- Hubert : 908-939 ou 940
- Mainard : 940-960 (frère de Raoul III de Beaumont-au-Maine)
- Sigefroi de Bellême (ou de Bellesmes) : 960-995
- Avesgaud de Bellême : 995-1035

## Bas Moyen Âge
- Gervais de Château-du-Loir :1036-1055
- Vulgrin : 1055-1066
- Arnaud : 1067-1081
- Hoël du Mans : 1085-1097
- Hildebert de Lavardin : 1097-1125
- Guy I d'Étampes : 1126-1135
- Hugues de Saint-Calais : 1135-1142
- Guillaume de Passavant : 1142-1186 [Note 1] ou 1145 à 1187. [Note 2] , [2] ou encore: 1144-1187[3]
- Renaud : 1186-1189
- Hamelin : 1190-1214
- Nicolas : 1214-1216
- Maurice : 1215-1231, devenu archevêque de Rouen.
- Geoffroy I de Laval : 1231-1234
- saint Geoffroy II de Loudon : 1234-1255
- Guillaume II Roland : 1256-1260
- Geoffroi III Freslon : 1260-1274
- Geoffroi IV d'Assé : 1274-1277
- Jean I de Toulay : 1277-1294
- Pierre I Le Royer[4] : 1294-1295
- Denis Benoit : 1296-1298
- Robert II de Clinchamp : 1298-1309
- Pierre II Gougeul : 1309-1326
- Guy de Laval : 1326-1338
- Geoffroi de La Chapelle : 1339-1350
- Jean II de Craon : 1350-1355
- Michel de Brêche : 1355-1368
- Gonthier de Baignaux : 1368-1385
- Pierre III de Savoisy : 1385-1398
- Adam Chastelain : 1398-1439
- Jean III d'Hierray ou d'Ansières : 1439-1451
- Martin Berruyer : 1452-1465
- Thibauld de Luxembourg, vers 1465-1474[5] (pseudo-cardinal)
- Philippe de Luxembourg, une première fois 1477-1507 puis 1509-1519

## Époque moderne

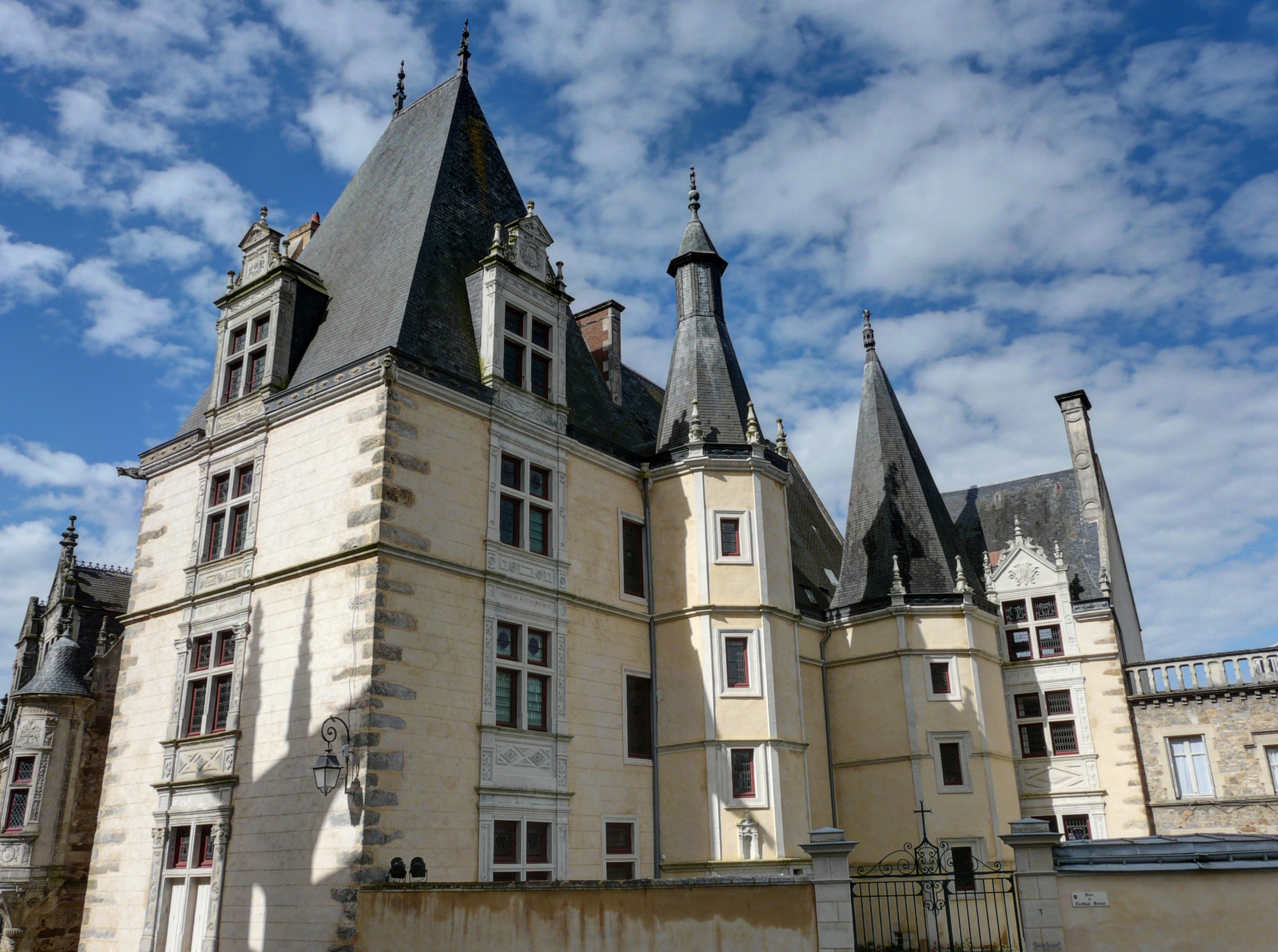
Le palais du Grabatoire, siège de l'évêque du Mans depuis le milieu du XVIe siècle.

- François de Luxembourg : 1507-1509, également évêque de Saint-Pons de Thomières
- Philippe de Luxembourg, cardinal, une seconde fois 1509-1519
- Louis I de Bourbon-Vendôme : 1519-1535, (également cardinal)
- René du Bellay de Langey : 1535-1546
- Jean IV du Bellay de Langey : 1546-1556, (également cardinal)
- Charles I d’Angennes de Rambouillet : 1556-1587 (également cardinal)
- Claude d'Angennes de Rambouillet : 1588-1601
- Charles II de Beaumanoir de Lavardin : 1601-1637
- Émeric-Marc de La Ferté : 1637-1648
- Philibert Emmanuel de Beaumanoir de Lavardin : 1648-1671
- Louis II de La Vergne de Montenard de Tressan : 1671-1712
- Pierre IV Rogier du Crévy : 1712-1723
- Charles-Louis de Froulay de Tessé : 1724-1767
- Louis-André de Grimaldi : 1767-1777
- François-Gaspard de Jouffroy de Gonsans : 1777-1790, dernier évêque du Mans ; le diocèse est supprimé en 1790.

## Révolution française
- Jacques-Guillaume-René-François Prudhomme : 1791-1793, évêque constitutionnel de la Sarthe

## Époque contemporaine

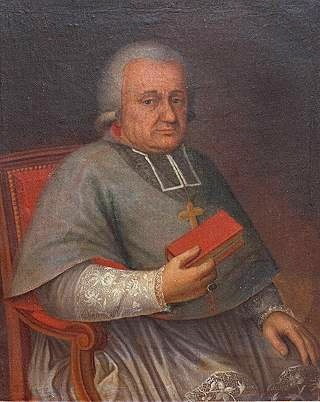
Johann Michael von Pidoll zu Quintenbach, évêque napoléonien (1802-1819)

- Johann Michael Josef von Pidoll : 1802-1819, premier évêque concordataire[6]
- Claude-Madeleine de La Myre-Mory : 1819-1828
- Philippe-Marie-Thérèse-Gui Carron : 1829-1833
- Jean-Baptiste Bouvier : 1833-1854
- Jean-Jacques Nanquette : 1855-1861
- Charles III Fillion : 1862-1874
- Hector-Albert Chaulet d'Outremont : 1875-1884
- Guillaume Labouré : 1884-1893, transféré à Rennes
- Abel Gilbert : 1894-1898, mort en 1914
- Marie-Prosper Bonfils : 1898-†1912
- Raymond de La Porte : 1912-1917, mort en 1926
- Georges I Grente 1918-†1959, académicien en 1936, archevêque en 1943, cardinal en 1953
- Paul Chevalier : 1959-1971, mort en 1976
- Bernard Alix : 1971-1981, né à Lorient le 23 août 1909, ordonné à Rouen le 12 mars 1932, évêque auxiliaire (1965) puis coadjuteur (1967) du Mans. En retraite à l'abbaye Notre-Dame du Bec au Bec-Hellouin, mort le 4 mai 1988.
- Georges II Gilson : 1981-1996, nommé archevêque de Sens-Auxerre, mort en 2024.
- Jacques Faivre : 1997-2008, mort en 2010[7].
- Yves Le Saux : 2008-2022
- Jean-Pierre Vuillemin : 2023[8]-